# Тютрина (Иркутская область)
Тютрина — деревня в Аларском районе Усть-Ордынского Бурятского округа Иркутской области. Входит в муниципальное образование «Могоёнок».

## География
Деревня расположена в 3 км к востоку от районного центра.
В окрестностях деревни располагается лес, озеро с чистой водой.
Состоит из 4-х улиц: Заречной, Каллистратова, Новой и Центральной.

## Происхождение названия
Название Тютрина отфамильное (происходит от фамилии основателя деревни Тютрин).

## Население
| 2002 | 2010 | 2011 | 2012 |
| ---- | ---- | ---- | ---- |
| 162  | ↘109 | →109 | ↘105 |

На 2010 год в деревне насчитывалось около двадцати дворов, 109 постоянных жителей.